# Blohm & Voss Ha 139
Blohm & Voss Ha 139 – wodnosamolot używany przez Lufthansę w latach 1937–1939 na szlakach transatlantyckich. W tamtych czasach należał do największych samolotów tego typu.

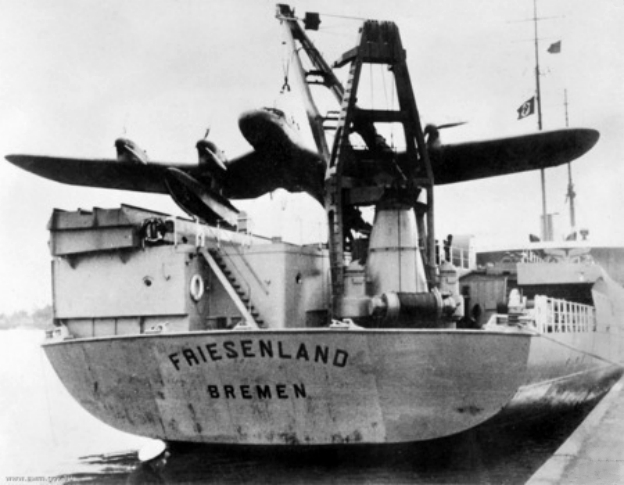
Ha 139 na pokładzie „Frieslanda”

## Historia i konstrukcja
Czterosilnikowy samolot transportowy z płatem nośnym w układzie odwróconego skrzydła mewy. Centropłat (gdzie mieściły się zbiorniki z paliwem) był cały pokryty metalem, natomiast końcówki skrzydeł płótnem. Samolot mógł startować przy pomocy katapulty i był przewidziany do przewożenia poczty na trasach wiodących ponad Atlantykiem. W jego specyfikacji technicznej przewidziano przewóz 400–500 kg ładunku, na odległość 5000 km, przy prędkości 250 km/h.
Budowano dwie wersje tej maszyny – Ha 139 V1 Nordwind oraz Ha 139 V2 Nordmer (przekazane do użytku latem 1937 Lufthansie). Samoloty startowały ze swoich statków-baz „Friesland” i „Schwabenland”. Ostatni egzemplarz (oddany do użytku pod koniec 1938) o oznaczeniu Ha 139B Nordstern różnił się od poprzednich nieznacznie zmienioną geometrią skrzydeł, co sprawiło, że miał niżej zamocowane silniki. W trakcie II wojny światowej Ha 139 zostały przejęte przez Luftwaffe i przystosowane do misji rozpoznawczych na Bałtyku. Ponieważ nie były konstrukcjami dostosowanymi do potrzeb militarnych, zaprzestano ich produkcji.

Silnik Junkers Jumo 205 eksponowany w MLP w Krakowie